# Ансиен Пон
Ансиен Пон (на френски: Ancien Pont – Стар мост) е пътен мост в Котону, най-големия град в Бенин.
Той е сред 3-те моста, пресичащи канала Котону, който разделя града на 2 части